# هاوارد سامرول
هاوارد سامِروِل (انگلیسی: Howard Somervell; ۱۶ آوریل ۱۸۹۰ – ۲۳ ژانویهٔ ۱۹۷۵) کوهنورد، نقاش و جراح اهل بریتانیا بود.